# Bulgarian International 2024
Die Bulgarian International 2024 im Badminton fanden vom 3. bis zum 6. Oktober 2024 in Sofia statt.

## Sieger und Platzierte
| Disziplin    | Gold                           | Silber                              | Bronze                                 |
| ------------ | ------------------------------ | ----------------------------------- | -------------------------------------- |
| Herreneinzel | Gustav Bjorkler                | Álvaro Vázquez González             | Emre Lale                              |
| Herreneinzel | Gustav Bjorkler                | Álvaro Vázquez González             | Dimitar Yanakiev                       |
| Dameneinzel  | Stefani Stoeva                 | Gergana Pavlova                     | Rachel Sugden                          |
| Dameneinzel  | Stefani Stoeva                 | Gergana Pavlova                     | Büşra Ünlü                             |
| Herrendoppel | Bruno Carvalho David Silva     | Matteo Massetti David Salutt        | Ivan Rusev Iliyan Stoynov              |
| Herrendoppel | Bruno Carvalho David Silva     | Matteo Massetti David Salutt        | Iljo van Delsen Yaro van Delsen        |
| Damendoppel  | Gabriela Stoeva Stefani Stoeva | Tanya Ivanova Gergana Pavlova       | Mihaela Chepisheva Tsvetina Popivanova |
| Damendoppel  | Gabriela Stoeva Stefani Stoeva | Tanya Ivanova Gergana Pavlova       | Anja Jordan Kim Matovič                |
| Mixed        | Jonas Østhassel Julie Abusdal  | Michał Sobolewski Joanna Podedworny | Gal Bizjak Kim Matovič                 |
| Mixed        | Jonas Østhassel Julie Abusdal  | Michał Sobolewski Joanna Podedworny | Maj Poboljšaj Anja Jordan              |